# NGC 1736
NGC 1736 este o galaxie situată în constelația Peștele de Aur. A fost descoperită în 30 decembrie 1836 de către John Herschel.